# Microgaster crassicornis
Microgaster crassicornis är en stekelart som beskrevs av Johannes Friedrich Ruthe 1860. Microgaster crassicornis ingår i släktet Microgaster och familjen bracksteklar. Arten är reproducerande i Sverige. Inga underarter finns listade i Catalogue of Life.